# Bagnoli Irpino
Pour les articles homonymes, voir Bagnoli (homonymie).
Bagnoli Irpino est une commune de la province d'Avellino dans la région Campanie en Italie.

## Administration
| Période                                  | Période | Identité | Étiquette | Qualité |
| ---------------------------------------- | ------- | -------- | --------- | ------- |
|                                          |         |          |           |         |
| Les données manquantes sont à compléter. |         |          |           |         |

### Hameaux
- Laceno où se trouve un lac du même nom

### Communes limitrophes
Acerno, Calabritto, Caposele, Lioni, Montella, Nusco